# Anima (pel·lícula)
Anima (pel·lícula) (xinès simplificat:  莫尔道嘎: pinyin: Mo Er Dao Ga). Pel·lícula xinesa del 2021, en color, de 120 minuts de durada. Produïda per Haining Weichuang Pictures. Amb guió i direcció de la directora Cao Jinling. Protagonitzada per Wang Chuangjun (Lin Zi), Qi Xi (Chun,) Si Ligeng (Tu Tu). Amb fotografia de Mark Lee Ping-Bing i una banda sonora de Lim Giong.

## Estil i realització
La pel·lícula va cridar l'atenció dels inversors des de l'inici del rodatge el 2017, després va participar en fòrums de finançament de projectes, dels festivals de Canes i Shangai. Amb els mitjans obtinguts Cao Jinling va poder reunir un equip tècnic formidable, inclòs el director de fotografia Mark Lee Ping-bin (李屏賓).
El rodatge de  Anima va durar dos anys. Filmat en una ubicació impressionant del parc forestal nacional de Moerdaoga a Mongòlia Interior, el bosc verge més gran de la Xina. La directora i l'equip de producció van a endinsar-se en el bosc verge durant les quatre estacions. Durant aquest període, l'equip de rodatge va superar una gran diferències de temperatura de 80 °C. La primera part es va rodar el desembre de 2018 i després es va editar, i la segona part es va rodar el setembre de 2019, i l'edició final va durar un altre any. Anima és una història exquisida i oportuna que provocarà debats sobre l'elecció d'un desenvolupament econòmic ràpid per sobre del consum sostenible i responsable.
És una pel·lícula les imatges opulentes i les eleccions formals de la qual recorden l'estètica de les primeres pel·lícules de l'anomenada "cinquena generació" que van donar nova vida al cinema xinès dels anys vuitanta. No és estrany que el repartiment tècnic de la pel·lícula estigui format pels professionals més destacats del sector: fotografia de Mark Lee Ping-Bing, so de Tu Duu-Chih i música de Lim Giong, amb resultats molt satisfactoris a nivell estètic i sensorial.

## Trama
El film mostra els vincles humans amb la natura com una cosa espiritual, fins i tot sagrat. Explica la història de Linzi i el seu germà gran Tutu que es guanyen la vida com a llenyataires. Les seves vides difícils però pacífiques es veuen alterades quan desenvolupen una intensa rivalitat per una vídua local i la desforestació temerària amenaça la seva terra natal.
El missatge es transmet a través de la història de dos germans, Linzi i Tutu, que van créixer al parc forestal nacional de Moerdaoga (d'aquí el títol original en xinès de la pel·lícula. Els dos germans són víctimes d'una "maledicció": Linzi, el més petit, cau en un parany quan era petit i és atacat, juntament amb la seva mare que ha vingut a ajudar-lo, per un ós. El seu germà gran Tutu, per defensar la seva mare i el seu germà, acaba matant l'ós, un acte sacríleg per als Ewenki. Per tant, els dos germans són marginats pel grup i acaben creixent aïllats a la vora del bosc. Però tenen personalitats contrastades i reaccionen de manera diferent a les circumstàncies en què es troben. Linzi és sensible i tímid amb una gran afinitat per la naturalesa que l'envolta; coneix i adora els arbres del bosc. En Tutu, en canvi, no es pot treure el seu sentiment de culpa. Creix endurit i ja no se sent en sintonia amb la natura.
Per guanyar-se la vida, els dos adults no tenen altra alternativa que unir-se a un equip de llenyaires que, en l'eufòria capitalista del moment, no tenen cap escrúpol a netejar l'antic bosc, també perquè són majoritàriament d'ètnia han i, per tant, no tenen la mateixa relació sagrada amb el bosc que forma part de la cultura ewenki. Linzi intenta oposar-se a la destrucció indiscriminada, intentant defensar almenys la part més remota del bosc que només ell coneix, on hi creixen arbres centenaris. Però un dia es troba amb Chun, una jove vídua que viu sola en una tenda de campanya, i la porta amb ell al campament dels llenyataires, despertant la desconfiança i la curiositat de tots els membres del grup, i la gelosia ferotge de Tutu. La passió reprimida desencadena instints animals en Tutu, que de sobte abandona el campament i desapareix durant un llarg període, mentre Linzi forma una família amb Chun. Quan torna en Tutu, la situació es torna a complicar...
La tensió entre els dos germans s'entrellaça amb el conflicte entre aquells que, impulsats per la pobresa o la cobdícia, exploten i turmenten la natura fins que es rebel·la. Aquest conflicte, absolutament realista en la seva essència, està tanmateix explicat amb imatges, colors, sons i escenaris que semblen pertànyer a un món de fantasia. A la pel·lícula, el bosc està habitat per animals meravellosos com els rens que es deixen apropar pels humans; el bosc d'arbres colossals es filma sovint des de dalt, subratllant com són insignificants els éssers humans davant la immensitat de la natura; els vestits que porten els Ewinki estan fets de pells que semblen més adequades per a una desfilada de moda que per treballar al bosc, mentre que els ambients nevats de la història semblen sortir directament d'un anunci d'una destinació celestial.

## Projecció internacional
La pel·lícula ha participat en diferents festivals internacionals de cinema, com la 9è edició del Asian Film Festival Barcelona on va obtenir el premi a la millor pel·lícula, el 42è Festival Internacional de Cinema del Caire del 2024i al Festival Internacional de Cinema de Hong Kong. El novembre de 2022 la mateixa Cao va presentar el film en el" cicle de la por ambiental" del Festival Fancine de la Universitat de Màlaga. La pel·lícula ha estat subtitulada al castellà.

## La directora
Cao Jinling va néixer el desembre de 1978, a Hulunbuir, que des de 1999 és el Parc Forestal Nacional de Moerdaoga (莫尔道嘎国家森林公园) a la part nord del Gran Khingan o Da Xing'an ling (室室岭), a l'extrem nord-est de Mongòlia Interior. Va estudiar Estètica Dramàtica a l'Acadèmia Central d'Art Dramàtic de Pequín i a l'Escola d'Arts Cinematogràfiques de la Universitat del Sud de Califòrnia. 
Com a guionista ha participat en pel·lícules com "My Early Girlfriend", del director coreà Guo Zairong, 我的早更女友 (Meet Miss Anxiety) (2014), 在世界中心呼唤爱 (Crying Out in Love) (2016), 七十七天 (Seventy-Seven Days) (2017) i 天国之渡 (A Journey to Heaven). També en la sèrie de televisió "Rescue - Diary of a Drug Rehabilitation Center", codirigit per Tan Youye i Ma Yiran, protagonitzada per Shi Yan, Lu Xingyu, Shi Liang i Ma Li.
També ha dirigit el documental propagandístic 武汉日夜 (Wuhan Day and Night) sobre l'actuació del govern xinès a la ciutat de Wuhan durant la pandèmia del Còvid -19, És un himne a la feina dels equips de cuidadors a les unitats d'urgències i cures intensives de la ciutat, però també als serveis auxiliars, ambulància i altres. Es tracta d'una pel·lícula muda, feta a partir de les fotos i les presses d'una trentena de fotògrafs locals que van filmar durant diversos mesos en primera línia de l'epidèmia.